# Adelotypa asemna
Adelotypa asemna is een vlindersoort uit de familie van de prachtvlinders (Riodinidae), onderfamilie Riodininae.
Adelotypa asemna werd in 1910 beschreven door Stichel.